# Caril de camarão com quiabos

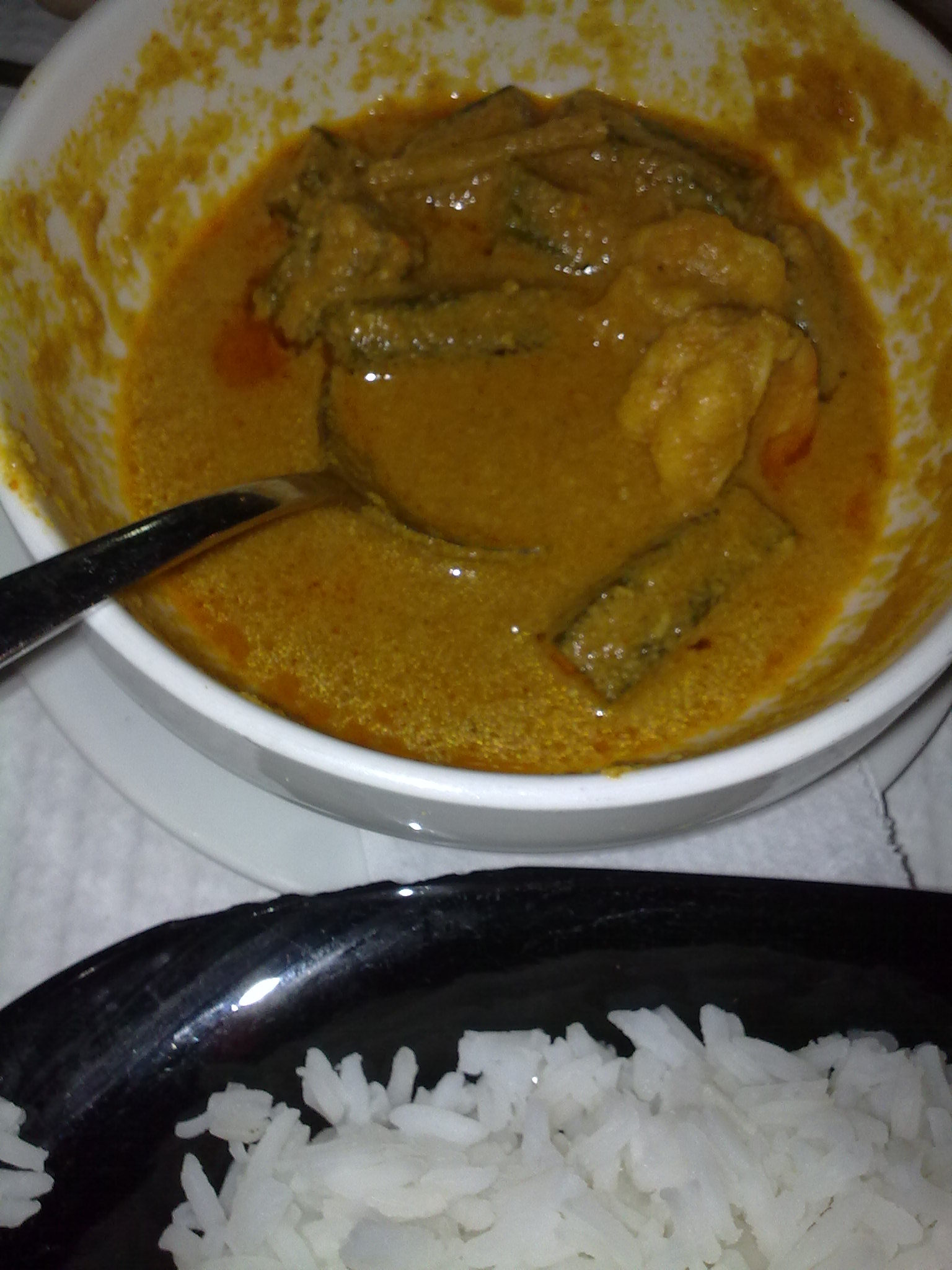
Caril de camarão com quiabos

Caril de camarão com quiabos é um prato típico da culinária indo-portuguesa de Goa, Damão e Diu, outrora pertencentes ao Estado Português da Índia, e da culinária de Moçambique.
Tal como o nome sugere, é preparado com camarão e com quiabos. É normalmente acompanhado por arroz branco.
Em Portugal, é possível encontrá-lo nas ementas de restaurantes goeses e moçambicanos.